# O tempora, o mores

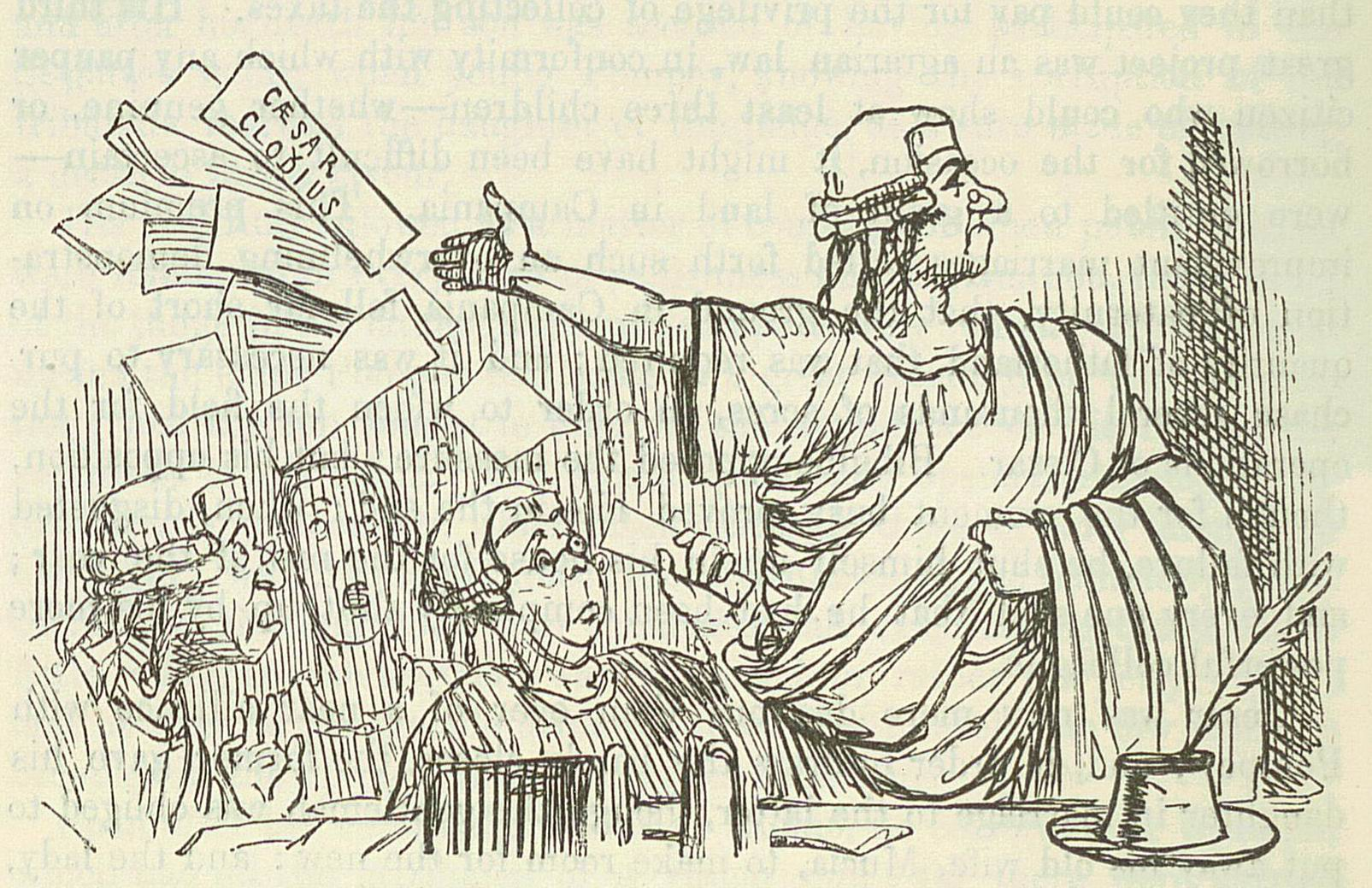
"Cicerón arroja su Breve, como un caballero", dibujos de John Leech, The Comic History of Rome.

O tempora, o mores es una locución latina que se puede traducir como ¡Qué tiempos, qué costumbres!, o bien por ¡Oh tiempos, oh costumbres!.
La utilizó Marco Tulio Cicerón en su primera Catilinaria, Oratio in Catilinam Prima in Senatu Habita. En su discurso contra Catilina, que había intentado asesinarlo, Cicerón deplora la perfidia y la corrupción de su tiempo. También aparece en su discurso contra Verres. Hoy en día la frase se emplea, generalmente en tono jocoso, para criticar usos y costumbres del presente, recordando la época de las buenas costumbres.

## En la cultura popular
La expresión aparece en dos álbumes de la serie de historietas Astérix: Astérix en Córcega y El escudo arverno.
También es el primero de los poemas de Edgar Allan Poe